# Толоконніков Володимир Олексійович
Володимир Олексійович Толоконніков (25 червня 1943, Алма-Ата, Казахська РСР, СРСР — 15 липня 2017, Москва, Росія) — радянський, казахський і російський актор театру і кіно. Лауреат Державної премії РРФСР імені братів Васильєвих (1990), Заслужений артист Казахської РСР.
Здобув широку популярність як виконавець ролі Поліграфа Поліграфовича Шарикова в радянському фільмі «Собаче серце» (1988).

## Біографія
Володимир Толоконніков народився 25 червня 1943 року. Служив в армії в Німеччині та три роки в ракетних військах. У 1973 році закінчив акторський факультет Ярославського театрального училища.
Служив у Національному Академічному театрі російської драми імені Лермонтова в Алма-Аті зпісля закінчення театрального училища.
Широку популярність здобув після телефільму Володимира Бортка «Собаче серце» за однойменною повістю Михайла Булгакова, в якому знявся в 1988 році в ролі Шарикова.
Зіграв головну роль у фільмі П. В. Точиліна «Хоттабич», втіливши на екрані образ стародавнього джина, що зіткнувся із сучасною інтернет-культурою. За роль Хоттабича отримав Нагороду MTV- 2007 у номінації «Краща комедійна роль».
Був одружений (дружина померла в 2013 році), виростив двох синів, молодший з яких по професії теж актор театру і кіно.
Помер 15 липня 2017 року від зупинки серця. Прощальна церемонія відбулася 20 липня у московському будинку кіно.

## Творчість

### Ролі в театрі
- 1993 — «Сімейний портрет зі стороннім» С. Лобозерова, режисер Юрій Коненкін — Тимофій
- «Василиса Прекрасна» Є. Черняк — Старий, Лісовик
- «Королівські ігри» Григорія Горіна — Кардинал Вулсі
- «На дні» М . Горького — Лука
- «Собор Паризької Богоматері» — Квазімодо
- «Вишневий сад» А. Чехов— Фірс
- «Ревізор» Н. Гоголь — Городничий
- «Візит дами» Ф. Дюрренматт — Директор гімназії
- «Уроки французького» А. Рейно-Фуртон — Жозеф

### Фільмографія
- 1981 — Останній перехід —  Толоконніков
- 1987 — Зять із провінції
- 1988 — Балкон
- 1988 — Собаче серце — Поліграф Поліграфович Шаріков
- 1989 — Кішкодав Сільвер — Сільвер '
- 1989 — Романтик
- 1989 — Під сходами
- 1990 — Кліщ — кримінальник
- 1990 — Вовки в зоні
- 1990 — Гарем Степана Гуслякова — представник сільради
- 1990 — Ніч довгих ножів
- 1991 — Життя - жінка
- 1991 — Хмара-рай — Філомеєв
- 1991 — Привид — Іван
- 1991 — Щасливого Різдва в Парижі!, або Банда лесбійок
- 1992 — Шоу для самотнього чоловіка — мужик з гусьом
- 1993 — Мрії ідіота — Козлевич
- 1996 — Той, хто ніжніше
- Рік випуску 1996 — Шанхай
- Рік випуску 1996 — Перехрестя — Паша
- 1998 — Омпа
- 1999 — Небо в алмазах — Президент Росії
- 1999 — Борщ з французьких жаб —  Нуль
- 2000 — Вітрина — охоронець «Маркос»
- 2001 — Громадянин начальник — судмедексперт
- 2001 — Саранча —  Василь
- 2002 — Дві долі — дідусь Наді
- 2002 — Молитва Лейли —  військовий у вертольоті
- 2003 — Дільниця —  Юлюкін
- 2003 — Кожен зійде на Голгофу —  «Кесар»
- 2003 — Убойная сила 5 —  дядько Саша
- 2004 — Спецназ по-російськи 2 — Павлов
- 2004 — Віола Тараканова. У світі злочинних пристрастей — Аким Попов
- 2004 — Американець — головний
- 2005 — Коля — перекоти поле — Філомеєв
- 2006 — Хоттабич — старик Хоттабич
- 2006 — Зачарована дільниця
- 2007 — Царапина — дід Гнат
- 2007 — Прапорщик, або «Йо-мойо» — дядько Женя (Євген Петрович Шматко)
- 2007 — На шляху. Будинок надії — Пахомич
- 2007 — Солдати 12 — Євген Петрович Шматко
- 2007 — Правосуддя вовків — безногий інвалід Микола Трохимович
- 2008 — Я не я —  Іван Сушкіс
- Рік випуску 2008 — Спадкоємці — дядя Стьопа
- 2009 — Зниклі — Андрєєв
- 2009 — Загарбники — Саша Казаков
- 2010 — Одна ланка — єгер
- 2010 — Місто мрії — дядько Кеша
- 2010 —  Трубадур  — дядя Коля
- 2010 — Паршиві вівці — Архип
- 2010 — Китайська бабуся —  гор Андрійович, чоловік на побаченні
- 2011 — Зроблено в СРСР — тренер Алексєєнко
- 2011 — Распутін-Новий. Без покриву — Григорій Распутін
- 2012 — 25-й кілометр — Василь Олексійович
- 2013 — Ми з джазу 2
- 2013 — Do Not закінчується синє море — дядя Гриша
- 2014 — Корпоратив —  охоронець Семенович
- 2014 року — Змішані почуття — дідусь в лікарні
- 2015 — СуперБоброви — Павло Григорович Бобров
- 2016 — Бабуся легкої поведінки
- 2016 — Дух балтійський — Вілен

## Участь у кліпах
- 2000 — Гармошечка (виконавець - гурт Гуляй-поле)

## Визнання і нагороди
- Державна премія РРФСР імені братів Васильєвих (1990) — за виконання ролі Поліграфа Поліграфовича Шарикова у фільмі «Собаче серце» (1988)
- Заслужений артист Казахської РСР
- Платиновий Тарлан у номінації «Театр», 2006
- Кінонагорода MTV 2007 в номінації «Краща комедійна роль» («}{0TT@БЬ)Ч», реж. Петро Точилін)
- Російський орден Дружби (5 травня 2009)[5]